# Hans Schneider (Politiker, 1904)
Hans Schneider (* 26. August 1904 in St. Gallen; † 10. Oktober 1997 ebenda), reformiert, heimatberechtigt in Wilen, war ein Schweizer Politiker (FDP).

## Biografie
Hans Schneider, Sohn des Mechanikers und Unternehmers der Elektrobranche Daniel Schneider und der Bertha Frida geborene Keller, absolvierte die Kantonale Landwirtschaftsschule in Cernier, gefolgt von einer Ausbildung zum Agrartechniker und Meisterlandwirt. Seine berufliche Laufbahn begann er als Landwirt auf Gutsbetrieben in den Kantonen Bern, Waadt, Freiburg, Basel und Neuenburg, 1930 trat er eine Stelle als Werkführer für Ackerbau und Maschinenkunde an der Landwirtschaftsschule Cernier an, 1934 wechselte er als Gutsverwalter an die Kantonale Psychiatrische Klinik Wil, 1957 quittierte er seinen Dienst. Schneider, der 1932 Frida, die Tochter des Bauern Ulrich Rohner heiratete, verstarb 1997 93-jährig in St. Gallen.

## Politischer Werdegang
Hans Schneider – er trat der FDP bei – war seit 1935 in diversen landwirtschaftlichen Organisationen aktiv, bevor ihn das St. Galler Volk in der Nachfolge des scheidenden Walter Clavadetscher in den Regierungsrat wählte. Dort übernahm er die Leitung des  Volkswirtschaftsdepartements, in den Amtsjahren 1962/63 sowie 1969/70 stand er dem Rat als Landammann vor, 1972 trat er zurück. Zusätzlich füllte er von 1960 bis 1972 das Amt des Verwaltungsratspräsidenten der Bodensee-Toggenburg-Bahn (BT) aus. Von 1964 bis 1972 war er Präsident der Landwirtschaftlichen Gesellschaft des Kantons St. Gallen. Hans Schneiders politisches Engagement galt insbesondere dem landwirtschaftlichen Bildungswesen und der Neuorganisation seines Departements.